# Calamopityales
Die Calamopityales sind eine Ordnung der ausgestorbenen Pflanzengruppe der Samenfarne. Sie besteht aus fünf Gattungen.

## Merkmale
Die Ordnung ist nur durch Holz-Fossilien bekannt, Samen, Pollen-Organe oder Blätter sind unbekannt. 
Das Holz ist manoxyl, besitzt also reichlich Parenchym, besonders in der Rinde. Außen befindet sich Sklerenchym. Calamopitys umfasst schlanke Stämme, die von Protostelen mit reichlich Parenchym bis zu Eustelen reichen. Das Xylem ist mesarch: das Protoxylem befindet sich in der Mitte des Metaxylems, die Reifung des Xylems erfolgt von der Mitte nach innen wie außen. Die Blattspuren ziehen durch mehrere Knoten, bevor sie in einen Blattstiel ausbiegen. Das sekundäre Phloem besteht, sofern vorhanden, aus abwechselnden Bändern von Parenchym und Siebzellen. 
Calamopitys americana ist relativ häufig und ein typischer Vertreter der Ordnung. Der Stammdurchmesser beträgt bis vier Zentimeter, die Länge ist unbekannt. Im Zentrum des Stammes befindet sich ein gemischtes Mark aus Parenchym und Tracheiden, wobei das Parenchym mengenmäßig überwiegt. Im Querschnitt ist es dreieckig und besteht aus fünf mesarchen Xylemästen. Um dieses Mark befindet sich eine breite Zone aus radial angeordnetem sekundärem Xylem mit zahlreichen multiseriaten parenchymatischen Holzstrahlen. Die Strahlen sind 1 bis 12 Zellen breit und unterschiedlich hoch. Die Rinde ist parenchymatisch und enthält an der Außenseite sklerenchymatische Platten. Die Blätter standen in 2/5-Phyllotaxis an den Stämmen. Die Blattspuren entspringen einzeln und verzweigen sich zu vier Bündeln in der Basis des Blattstieles. Diesen Bündeln fehlt das sekundäre Xylem. Die anderen Arten der Gattung, wie Calamopitys foersteri und Calamopitys saturnii haben andere Anordnungen im Mark und unterschiedliche Anzahl von Blattspursträngen. 
Stenomyelon wird vielfach als die Gattung mit den primitivsten Merkmalen angesehen. Stenomyelon tuedianum aus dem Kalksandstein (Unteres Karbon) Großbritanniens hat eine Protostele, die durch dünne Parenchymplatten in drei annähernd gleiche Teile geteilt ist. Die Tracheiden des Metaxylems besitzen mehrreihige Hoftüpfel. Das sekundäre Xylem ähnelt dem der anderen Vertreter der Ordnung. Die Blattstiele stehen in 2/5-Phyllotaxis. Auf der Stammoberfläche befinden sich mehrzellige Oberflächenstrukturen. Bei Stenomyelon heterangioides unterbrechen zusätzlich Gruppen von Parenchymzellen das Xylem der Protostele. Stenomyelon primaevum hat eine dreilappige Protostele ohne Parenchym, die Blattspuren teilen sich mehrfach in meist acht Bündel. Bei Stenomyelon bifasciculare entstehen die Blattspuren aus den Rippen der Stele. 
Diichnia kentuckiensis aus dem New Albany Shale hat eine fünfeckige Stele mit gemischtem Mark, das primäre Xylem steht in den Enden des Fünfecks. Kennzeichen der Gattung ist die doppelte Blattspur, die aus zwei benachbarten Xylemlappen entspringt. 
Galtieria, ebenfalls aus dem New Albany Shale, besitzt wie Stenomyelon eine dreirippige Protostele. Das sekundäre Xylem um die Protostele enthält Tracheiden mit elliptischen Tüpfeln und ein- bis zweizellige Strahlen, die bis 30 Zellen hoch sind. Das sekundäre Phloem ist durch tangentiale Bänder von Makrosklereiden gekennzeichnet. In der Rinde von Galteria bostoniensis befindet sich eine große Zahl von sklerotischen Nestern, ein Kennzeichen vieler Samenfarne. 
Bostonia perplexa, ebenfalls aus dem New Albany Shale, ist nur von einem 3 cm langen und 2,1 cm breiten Exemplar bekannt, bei dem die äußeren Stammbereiche fehlen. 
Kalymma ist eine weit verbreitete Gattung und umfasst Blattstiele. Die Unterscheidung der Arten erfolgt nach der Verteilung und Form der Leitbündel, dem Grad der Verschmelzung benachbarter Leitbündel und nach dem Vorhandensein oder Fehlen von Sekretkanälen. Das Blatt gabelt sich nahe der Basis zweiteilig. Kalymma tuediana gehört möglicherweise zum Stamm Stenomyelon tuedianum, der Blattstiel hat einen Durchmesser von rund einem Zentimeter und enthält meist neun exarche Leitbündel (Protoxylem außen). 
Die Blattgattungen Diplothmema und Sphenopteridium werden als zu Stenomyelon gehörende Blätter diskutiert, da sie in den gleichen Schichten wie vorkommen. 
Bei Chapelia ist unklar, ob es sich um eine Sprossachse oder einen Blattstiel handelt. Im Querschnitt zeigt sich eine vierlappige Protostele mit mesarchem Xylem, das von manoxylem sekundärem Xylem umgeben ist. Die Rinde enthält Sekretzellen und Gruppen von (wahrscheinlich) Fasern.

## Verbreitung
Die Calamopityales sind nur aus dem Unteren Karbon bekannt. Funde gibt es nur aus Nordamerika und Europa. 

## Systematische Stellung
Die systematische Stellung der Calamopityales ist aufgrund des Fehlens von Fortpflanzungsorganen unsicher. Die bekannten Gattungen zeigen wichtige Übergangsstadien in der Evolution der Eustele. Sie entsprechen einer Serie, die zur Eustele wie etwa bei Lyginopteris führt: Ausgehend von Stenomyelon löst sich die massive Protostele durch das Einfügen von Parenchym auf.
Als Vorfahren der Calamopityales werden die Aneurophytales (Progymnospermae) diskutiert.

## Belege
- Thomas N. Taylor, Edith L. Taylor: The Biology and Evolution of Fossil Plants. Prentice Hall, Englewood Cliffs 1993, S. 487–492. ISBN 0-13-651589-4